# Felsővarány
Felsővarány (románul: Vrăniuț) falu Romániában, a Bánságban, Krassó-Szörény megyében.

## Fekvése
Oravicabányától délnyugatra fekvő település.

## Története
Varány nevét 1690 és 1700 között említette először oklevél Vranyucz néven. 1717-ben Wrangez, 1723-ban Vranjocz, 1799-ben Wranjucza, 1808-ban Vranyucza, 1888-ban Vranyucz, 1913-ban Felsővarány néven volt említve. A trianoni békeszerződés előtt Krassó-Szörény vármegye Jámi járásához tartozott. 1910-ben 1547 lakosából 8 magyar, 1499 román volt. Ebből 17 római katolikus, 1525 görög keleti ortodox volt.